# Polyspora chrysandra
Polyspora chrysandra är en tvåhjärtbladig växtart som först beskrevs av John Macqueen Cowan, och fick sitt nu gällande namn av Hu Hsien-Hsu, B. M. Barthol. och T. L. Ming. Polyspora chrysandra ingår i släktet Polyspora och familjen Theaceae. Inga underarter finns listade i Catalogue of Life.